# Kościół Świętych Marcina i Bartłomieja w Borkach Wielkich
Kościół Świętych Marcina i Bartłomieja – rzymskokatolicka, zabytkowa, drewniana świątynia znajdująca się w Borkach Wielkich (gmina Olesno). Jest kościołem filialnym parafii św. Franciszka z Asyżu w Borkach Wielkich. Dnia 22 grudnia 1954 roku pod numerem 75/54, kościół został wpisany do rejestru zabytków województwa opolskiego. Znajduje się na Szlaku Drewnianego Budownictwa Sakralnego.

## Historia kościoła
Wybudowano go w 1697 jako kościół parafialny. Budynek jest konstrukcji zrębowej, orientowany. W 1789 cieśla Szymon Stadko dobudował drewnianą wieżę, nakrytą dachem namiotowym, zwieńczonym tzw. latarnią oraz niewielkim cebulastym hełmem. Pionowe ściany są szalowane nad sobotami. Dachy nad nawą są siodłowe i kryte gontem (gontem pobite są również ściany nawy i prezbiterium powyżej sobót, otaczających ściany).

## Architektura i wnętrze

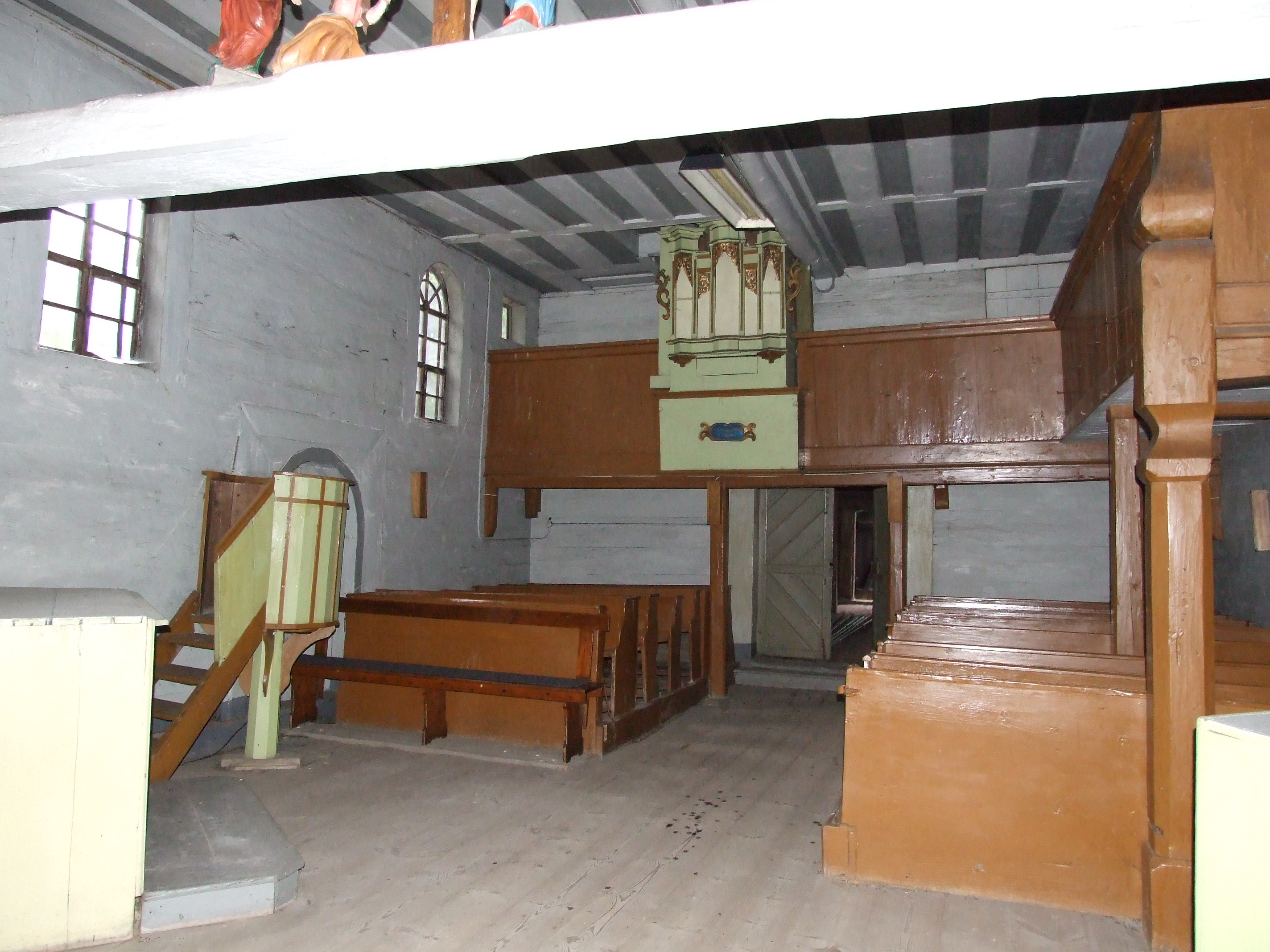
Wnętrze kościoła

Prezbiterium zamknięto trójbocznie, obok niego znajduje się zakrystia. W środku kościoła stropy są płaskie. W tęczy znajduje się barokowa Grupa Ukrzyżowania. Chór muzyczny, o prostym parapecie przedłużonym wzdłuż części ścian nawy, wsparty jest na prostych słupach.
Wnętrze cechuje się prostotą. Skromny ołtarz główny pochodzi z XVIII wieku i wykonano go w stylu barokowym – na zwieńczeniu znajduje się rzeźba Boga Ojca oraz postacie dwóch aniołków. Ołtarz boczny poświęcony jest św. Franciszkowi. Inne zabytkowe elementy wyposażenia to ambona, kropielnica i niewielkie organy z XVIII wieku, barokowe rzeźby Matki Bożej i św. Jana Nepomucena z początku tego samego stulecia, obraz św. Mikołaja (prawdopodobnie z XIX wieku).

Kościół przestał być siedzibą parafii na początku XX wieku, kiedy to franciszkanie wybudowali w latach 1910–1911 nową neogotycką świątynię. Obecnie pełni funkcję kościoła cmentarnego, a nabożeństwa odbywają się tutaj zaledwie kilka razy w ciągu roku.

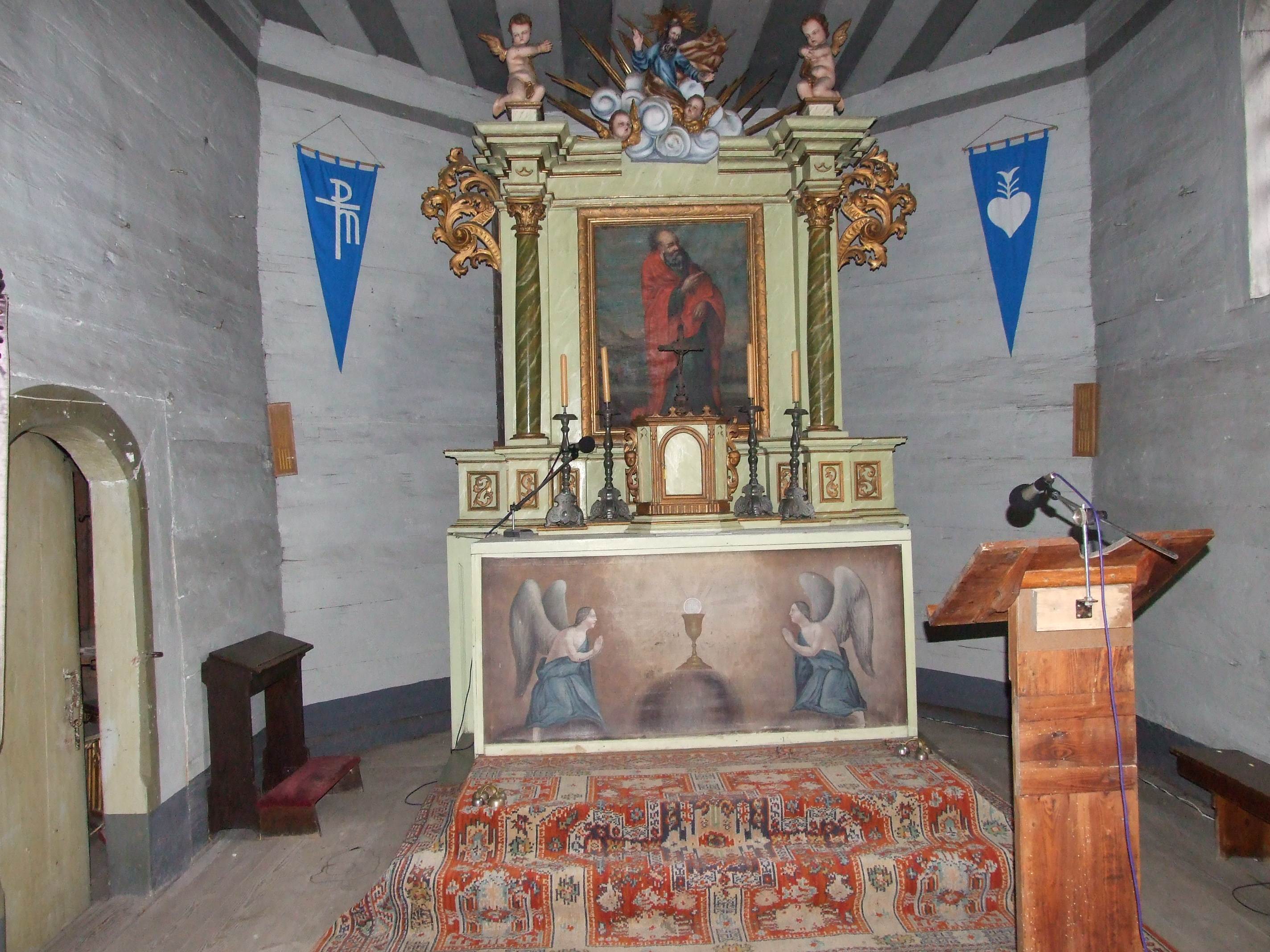
Ołtarz główny